# Climax (Film)
Climax  ist ein französischer Film von Gaspar Noé aus dem Jahr 2018. Er bedient sich Elementen des psychologischen Horrors und des Musikfilms.

## Handlung
Der Film beginnt mit einer jungen Frau, Lou, die lachend und schreiend durch eine winterliche Landschaft kriecht, wobei sie eine Blutspur im Schnee hinterlässt.
Einige Stunden zuvor: 21 junge Tänzerinnen und Tänzer präsentieren eine aufwendige Tanzchoreographie, die sie in den letzten drei Tagen zusammen eingeübt hatten. Außer ihnen sind noch die Choreographin Emmanuelle, ihr junger Sohn Tito und der DJ „Daddy“ in der abgelegenen Schule anwesend. Nach der Vorführung wird der Beginn der kommenden Tournee gefeiert. In den Gesprächen wird klar, dass es einige Probleme innerhalb der Gruppe gibt.
Während die Diskussionen intensiver und die Tänze ausgelassener werden, wird Selva klar, dass die Sangría, von der fast alle Tänzer tranken, mit einer Droge, vermutlich LSD, versetzt ist. Nachdem sie diesen Verdacht laut äußert, bedrängt die Gruppe erst Emmanuelle, die die Sangria zwar mischte, aber auch selbst davon trank, und dann Omar, der aus religiösen Gründen keinen Alkohol trinkt. Aufgestachelt durch die immer stärkere Wirkung der Droge, wirft die Gruppe Omar gewaltsam aus der Schule in die verschneite Kälte.
Nachdem die Situation weiter eskaliert, sperrt Emmanuelle ihren Sohn Tito in eine Kammer ein, um ihn vor den aggressiv werdenden Personen zu schützen. Währenddessen folgt Selva ihrer Freundin Lou auf ein Zimmer. Lou erzählt Selva, dass sie ebenfalls nicht von der Sangria trank, da sie schwanger sei. Die hinzukommende Dom beschuldigt Lou, die Drogen in die Sangria gemischt zu haben. Als diese sich mit der Schwangerschaft verteidigt, schlägt Dom ihr unter dem Einfluss der Drogen mehrmals fest in den Magen und kehrt zur Tanzfläche zurück.
Lou folgt Dom und bedroht sie völlig außer sich mit einem Messer, doch alle anderen – außer Selva – glauben nicht an die Schwangerschaft von Lou und feuern sie stattdessen unter gruppendynamischen Beleidigungen an, sich selbst zu verletzen. Lou schlägt sich mehrmals in den Bauch, ritzt sich mit einem Messer und flieht in ein Bad. Unterdessen setzen bei Tito, der auch wenige Schlucke von der Sangria trank, die Wirkungen der Droge ein, so dass er in Panik verfällt. Emanuelle versucht ihn zu befreien, findet jedoch den Schlüssel nicht. Während sie diesen verzweifelt sucht, fällt plötzlich der Strom aus: Tito berührte den unter elektrischer Spannung stehenden Sicherungskasten und erlitt einen tödlichen Schlag.
Im rötlichen Halbdunkel der Notbeleuchtung verfallen die Tänzer nun dem Wahnsinn, schlagen sich gegenseitig bewusstlos, beschmieren sich mit Nahrungsmitteln oder haben hemmungslosen Sex. Die Haare einer Tänzerin fangen Feuer und auch die Geschwister Taylor und Gazelle schlafen miteinander. Selva flieht vor ihren Halluzinationen in das Zimmer von Ivana.
Am nächsten Morgen trifft die Polizei mit einem Spürhund ein und untersucht das Chaos. Mehrere Personen sind tot: Omar ist in der Kälte erfroren und Emmanuelle hat sich vor der Tür, hinter der sich die Leiche ihres Sohnes befindet, mit dem Messer umgebracht. Die restlichen Personen sind entweder bewusstlos, leiden unter den Nachwirkungen der Droge oder schlafen. Taylor und Gazelle liegen nach dem Sex zusammen im Bett, genauso wie Ivana und Selva. Ivanas Freundin Psyche tröpfelt sich in ihrem Zimmer LSD in ihre Augen, ein Buch namens „LSD-Psychotherapie“ auf ihrem Bett deutet darauf hin, dass sie diejenige war, die die Drogen in die Sangria mischte. Währenddessen stolpert Lou benommen aus der Schule in den Schnee.

## Veröffentlichung
Der Film kam am 6. Dezember 2018 ins deutsche Kino.

## Kritiken
Der Film wurde von der Kritik positiv aufgenommen, bei Rotten Tomatoes konnte der Film 71 % der Kritiker überzeugen.  Bei Metacritic erhielt der Film einen Metascore von 67 von 100.
Michael Meyns schrieb auf Filmstarts: „Gaspar Noés Climax ist ein 95-minütiger filmischer Rausch, ein mitreißender Exzess, der sich jeglicher Konvention entzieht. Und unter der experimentellen Oberfläche verhandelt der Regisseur die großen Themen Sex und Drogen, Leben und Tod.“ Meyns vergab 4 von 5 Sternen.

„Der von mitreißender Club-Musik getragene Tanzfilm zelebriert transgressives Bewegungskino, in dem Sex, Gewalt und Tabubrüche mehr ausgelebt als kontextualisiert werden. Das irritiert und verstört, fasziniert zugleich aber auch als radikale Entfesselungsorgie, zumal die dezidiert filmische Perspektive keinem menschlichen Blick zuzuordnen ist.“

## Trivia
- Bei Climax läuft der Abspann vor dem Film durch das Bild und nicht wie gewohnt am Ende des Films.
- Zu Beginn des Films sieht man einen alten Fernsehapparat, auf dem Interviews mit den Protagonisten des folgenden Films Climax laufen, über Themen wie die Bedeutung des Tanzes als Lebensinhalt, den Glauben an ein Paradies, den Konsum von Drogen und die persönlich schlimmsten Albträume. Dabei erklärt die blonde Tänzerin Psyche aus Berlin, gespielt von Thea Carla Schott: „Ich will nicht wie Christiane F. enden, weißt du?“. Links neben dem TV-Gerät steht ein Stapel Bücher, zum Beispiel über Friedrich Nietzsche und Fritz Lang, dazu Die Verwandlung von Franz Kafka in einer französischsprachigen Ausgabe und die Monographie über Friedrich Wilhelm Murnau von Lotte Eisner. Rechts steht ein Stapel mit VHS-Kassetten, darunter die Filme Suspiria von Dario Argento, Possession von  Andrzej Żuławski, Die 120 Tage von Sodom von Pier Paolo Pasolini, Ein andalusischer Hund, Le Droit du plus fort von Rainer Werner Fassbinder und Inauguration of the Pleasure Dome von Kenneth Anger.
- Gelegentlich werden während der Handlung kurze Sinnsprüche eingeblendet, etwa „Das Sein ist eine flüchtige Illusion“, „Geboren werden ist eine einmalige Chance“, „Leben ist eine kollektive Unmöglichkeit“ und „Sterben ist eine außergewöhnliche Erfahrung“.
- Der Film besteht aus langen Kameraeinstellungen ohne Schnitt, mit schnellen Schwenks und der neongrellen Ästhetik eines popmusikalischen Videoclips. Die längste einzelne Einstellung dauert über 42 Minuten. Stellenweise steht das Filmbild sogar auf dem Kopf.
- Der Soundtrack zum Film umfasst Songs von Aphex Twin (Windowlicker), Soft Cell (Tainted Love und Where Did Our Love Go), Giorgio Moroder (Utopia Me Giorgio) und Gary Numan (Trois Gymnopédies – Eric Satie).